# Arte akan
El arte akan es una forma de arte originada entre los pueblos akan de África Occidental. Es conocido por sus tradiciones artísticas vibrantes, que incluyen textiles, esculturas y pesos dorados, así como joyería de oro y plata. El pueblo akan es conocido por su fuerte conexión entre las expresiones visuales y verbales y una combinación distintiva de arte y filosofía. Su cultura valora el oro por encima de todos los metales, por lo que las obras de arte y joyas hechas de oro reflejan un gran valor, ya sea por su apariencia, expresión artística o fines comerciales más prácticos.

## Pesos dorados
Una de las piezas más populares del arte Akan son los pesos dorados. Estaban hechos de cobre, bronce y latón. Fueron fundidos utilizando un método conocido como técnica de cera perdida o "cire perdue". Se crearon para transacciones económicas relacionadas con el oro. Aunque no está claro cuándo se introdujo por primera vez la convención de los pesos, los estudiosos sugieren que los akan intercambiaron oro por primera vez con comerciantes musulmanes del interior de África occidental, mucho antes del contacto europeo. Su sistema de peso corresponde al sistema islámico del norte de África, y parece ser parte del primer comercio subsahariano.
Los pesos dorados cumplieron una gran cantidad de roles en su cultura y vida cotidiana. Se usaron como contrapesos en las escalas usadas en el comercio de oro, representaciones visuales de la tradición oral, representaciones de proverbios, como escritura pictográfica en el sistema social y político, y en el sistema de conocimiento del pueblo akan. Los pesos se usaron en el comercio diario, así como en contabilidad, como un tipo de fracción o contador. Según el erudito de Akan, Nitecki, los pesos dorados de Akan fueron "creados y utilizados como lenguaje hablado para conmemorar eventos o entidades sociales o históricas, para expresar puntos de vista filosóficos o religiosos, aspiraciones y sueños, o simplemente para hacer preguntas o expresar disgusto". Las pirámides de Akan fueron testimonios concretos de cómo se sentía el artista sobre sí mismos y sobre los principales eventos y dilemas de la vida como el matrimonio, los hijos, la injusticia y los conflictos personales y estatales.
Hay cuatro categorías principales de pesos, en función de lo que se representa. El primer tipo representa a las personas. El segundo consiste en la flora y fauna local. La tercera categoría se compara con los objetos hechos por el hombre. La categoría final es abstracta y abierta a la interpretación individual.

## Joyería
La joyería akan tiene una variedad de formas. Los akan confeccionan corbatas, muñequeras, coderas, rodilleras y tobilleras. Las joyas específicas de género incluyen alfileres para el sombrero y cintas para la cabeza para hombres y aretes y horquillas para las mujeres.